# Manfredonia
Manfredonia – miejscowość i gmina we Włoszech, w regionie Apulia, w prowincji Foggia. Położona jest nad Morzem Adriatyckim, w Zatoce Manfredonia.
Według danych na rok 2004 gminę zamieszkiwały 56 773 osoby, 161,7 os./km².
Przemysł spożywczy, chemiczny, rybołówstwo. Port morski, ośrodek turystyczny, kąpielisko. Kościół S. Maria di Siponto oraz kościół S. Domenico z XIII wieku, zamek z XIII-XV wieku.